# Dragsmarks församling
Dragsmarks församling var en församling i Göteborgs stift och i Uddevalla kommun. Församlingen uppgick 2010 i Bokenäsets församling.

## Administrativ historik
Församlingen bildades tidigt genom en utbrytning ur Bokenäs församling.
Församlingen var till 1962 annexförsamling i pastoratet Bokenäs och Dragsmark. Från 1962 till 1995 annexförsamling i pastoratet Skaftö, Bokenäs och Dragsmark. Från 1995 till 2010 var församlingen annexförsamling i pastoratet Skredsvik, Högås, Bokenäs och Dragsmark. Församlingen uppgick 2010 i Bokenäsets församling.

## Kyrkobyggnader
- Dragsmarks kyrka